# Hypsibius septulatus
Espèce
Hypsibius septulatus est une espèce de tardigrades de la famille des Hypsibiidae.

## Distribution
Cette espèce est endémique du Pérou.

## Publication originale
- Pilato, Binda, Napolitano & Moncada, 2004 : Remarks on some species of tardigrades from South America with the description of two new species. Journal of Natural History, vol. 38, no 9, p. 1081-1086.